# Matheus Dias
Matheus dos Santos Dias (ur. 9 maja 2002 w São Paulo) – brazylijski piłkarz, występujący na pozycji defensywnego lub środkowego pomocnika, w latach 2020–2021 zawodnik Tombense, od 2021 Internacionalu.

## Kariera klubowa
Urodzony w São Paulo Matheus Dias dołączył do młodzieżowego składu Internacionalu w 2021 na zasadzie wypożyczenia z Tombense. 21 grudnia tego samego roku został włączony do pierwszej drużyny na nadchodzący sezon.
Zadebiutował w niej 2 lutego 2022, wchodząc za Andrésa D'Alessandro w zremisowanym 0:0 wyjazdowym meczu Campeonato Gaúcho przeciwko przeciwko São Luiz. 28 kwietnia 2022 klub skorzystał z jego klauzuli wykupu, płacąc 500 000 R$ za 60% jego praw majątkowych. Matheus Dias zadebiutował w Série A 8 listopada 2022, zastępując Johnny'ego Cardoso w wyjazdowym zwycięstwie 1:0 nad São Paulo. 6 lutego 2023 przedłużył kontrakt do końca 2027.

## Sukcesy

### Reprezentacyjne
- Igrzyska Panamerykańskie: 2023